# カルロス・ロア
カルロス・アンヘル・ロア（Carlos Ángel Roa, 1969年8月15日）は、アルゼンチン・サンタフェ出身の元サッカー選手。元アルゼンチン代表である。ポジションはゴールキーパー。

## 経歴
1988年にラシン・クラブでキャリアをスタートさせ、1994年にはCAラヌースに移籍した。1996年にはコパCONMEBOLを制覇した。1997年にスペインのRCDマヨルカに移籍した。
アルゼンチン代表としては1997年のコパ・アメリカ、1998年のフランスW杯に出場した。決勝トーナメント1回戦ではPK戦の末イングランド代表に勝利し、ヒーローになった。
1998-99シーズン、35試合に出場、29失点に抑えクラブの3位に貢献し、サモラ賞を受賞する。
1999年夏にはマンチェスター・ユナイテッドへの移籍話が合意間近となっていたが、セブンスデー・アドベンチスト教会のハルマゲドンを信じ、移籍を拒絶した。結果としてロアは宗教上の理由により、現役引退を表明。資産をほぼ手放し、コルドバの山村で家族とともに最後の時を待っていた。
9ヵ月後の2000年4月に復帰するも、レオ・フランコがレギュラーポジションに君臨していた。
2002年夏にアルバセテに移籍するが、2004年に精巣がんを患っていることが明らかになり、引退を表明。治療後母国のクラブオリンポに加入、2006年に引退した。
2011年にはマティアス・アルメイダに誘われる形でリーベル・プレートのコーチとなった。現在はアルメイダとともにメキシコのCDグアダラハラで指導者を続けている。

## エピソード
- ニックネームの"Lechuga"はレタスという意味で、これは彼が厳格なベジタリアンであることから名付けられた。
- セブンスデー・アドベンチスト教会の信者[2]。

## 代表歴

### 出場大会
- アルゼンチン代表
  - 1998 FIFAワールドカップ

### 試合数
- 国際Aマッチ 16試合 0得点（1997年-1999年）[3]

| アルゼンチン代表 | 国際Aマッチ | 国際Aマッチ |
| 年               | 出場        | 得点        |
| ---------------- | ----------- | ----------- |
| 1997             | 9           | 0           |
| 1998             | 6           | 0           |
| 1999             | 1           | 0           |
| 通算             | 16          | 0           |

## タイトル
CAラヌース
- コパCONMEBOL : 1996

RCDマヨルカ
- スーペルコパ・デ・エスパーニャ : 1998